# Tour de Bulgaria
La Vuelta a Bulgaria (en búlgaro: Обиколка на България) es una carrera ciclista profesional por etapas que se disputa en Bulgaria, en el mes de septiembre.
Se comenzó a disputar como carrera amateur en 1924 hasta 1999. Posteriormente estuvo catalogada de categoría 2.5 hasta la creación de los Circuitos Continentales UCI que se encuadró en el UCI Europe Tour, dentro la categoría 2.2 (última categoría del profesionalismo).

## Palmarés
| Año                               | Ganador                              | Segundo               | Tercero                          |
| --------------------------------- | ------------------------------------ | --------------------- | -------------------------------- |
| 1924                              | Georgi Abadzhiev Kostadin Dyrilgerov |                       | Nikola Vetov                     |
| 1925-1934 ediciones no realizadas |                                      |                       |                                  |
| 1935                              | Marin Nikolov                        | Nikola Nenov          | Gentcho Grozev                   |
| 1936-1948 ediciones no realizadas |                                      |                       |                                  |
| 1949                              | Milko Dimov                          | Ilia Krastev          | Rangel Mitov                     |
| 1950                              | Milko Dimov                          | Ilia Krastev          | Ivan Dinev                       |
| 1951-1954 ediciones no realizadas |                                      |                       |                                  |
| 1955                              | Stoyan Georgiev Demirev              | Nentcho Christov      | Milko Dimov                      |
| 1956                              | Dimitar Kolev                        | Nentcho Christov      | Ilia Krastev                     |
| 1957                              | Nentcho Christov                     | Milko Dimov           | Ivan Todorov                     |
| 1958                              | Boyan Kotsev                         | Joseph Wasko          | Kamiel Buysse                    |
| 1959                              | Boyan Kotsev                         | Lex van Kreuningen    | Bogusław Fornalczyk              |
| 1960                              | Boyan Kotsev                         | André Durnez          | Marcel Leboutte                  |
| 1961                              | Dimitar Kolev                        | Joze Sebenik          | Eugeniusz Pokorny                |
| 1962                              | Ivan Bobekov                         | Johannes Schober      | Nentcho Christov                 |
| 1963                              | Laylo Tzotzev                        | Nentcho Christov      | Ivan Bobekov                     |
| 1964                              | Boris Botchev                        | Stefan Neytchev       | Ivan Bobekov                     |
| 1965                              | Jiří Háva                            | Angel Kirilov         | Roberto Bonetto                  |
| 1966                              | Ivan Bobekov                         | Klaus Ampler          | Angel Kirilov                    |
| 1967                              | Jan Wenczel                          | Dimitar Kotev         | Slavcho Nikolov                  |
| 1968                              | Vesko Kutujev                        | Bernd Knispel         | Slavcho Nikolov                  |
| 1969                              | Selvino Poloni                       | Bernd Knispel         | Stanisław Labocha                |
| 1970                              | Fedor den Hertog                     | Dieter Gonschorek     | Dieter Mickein                   |
| 1971                              | Ryszard Szurkowski                   | Zygmunt Hanusik       | Otto Timm                        |
| 1972                              | Ivan Popov                           | Lucjan Lis            | Henke Svatopluk                  |
| 1973                              | Ivan Skosirev                        | Detlef Kletzin        | Yani Tchakarov                   |
| 1974                              | Rinat Sharafullin                    | Aleksandr Gusyatnikov | Jørgen Marcussen                 |
| 1975                              | Janusz Kowalski                      | Aleksandr Gusyatnikov | Edward Barcik                    |
| 1976                              | Aleksandr Gusyatnikov                | Tadeusz Mytnik        | Hans-Joachim Hartnick            |
| 1977                              | Siegbert Schmeisser                  | Tadeusz Mytnik        | Zdenek Bartonicek                |
| 1978                              | Nentcho Staykov                      | Yuri Barinov          | Peter Koch                       |
| 1979                              | Yuri Barinov                         | Jiří Škoda            | Thomas Barth                     |
| 1980                              | Nentcho Staykov                      | Jörg Köhler           | Hans-Joachim Meisch              |
| 1981                              | Boris Issaiev                        | Venelin Khubenov      | Leon Dejits                      |
| 1982                              | Leon Dejits                          | Martin Goetze         | Nikolai Naumov                   |
| 1983                              | Venelin Khubenov                     | Dan Radtke            | Alexandre Jevpak                 |
| 1984                              | Nentcho Staykov                      | Víktor Klimov         | Jan Schur                        |
| 1985                              | Petar Petrow                         | Nasko Stoichev        | Uwe Raab                         |
| 1986                              | Bojko Angelov                        | Petar Petrow          | Eugeni Zagrabelny                |
| 1987                              | Petar Petrow                         | Alexandre Zinoviev    | Nentcho Staykov                  |
| 1988                              | Valentin Jivkov                      | Mladen Ivanov         | Nentcho Staykov                  |
| 1989                              | Didier Pasgrimaud                    | Vladimir Kirik        | Vladimir Igoshkin                |
| 1990                              | Pavel Chumanov                       | Jaroslav Bílek        | Ivan Ivanov                      |
| 1991                              | Aleksandar Milenković                | Igor Novikov          | Martin Slanik                    |
| 1992                              | Pavel Chumanov                       | Yury Surkov           | Bogdan Ravbar                    |
| 1993                              | Mano Lubbers                         | Paweł Czopek          | Ivan Stanchev                    |
| 1994                              | Hristo Zaykov                        | Víktor Klimov         | Jan Schur                        |
| 1995                              | Hristo Zaykov                        |                       |                                  |
| 1996                              | Hristo Zaykov                        | Ruslan Ivanov         | Petar Petrow                     |
| 1997                              | Pavel Chumanov                       |                       |                                  |
| 1998                              | Krassimir Vasiliev                   |                       |                                  |
| 1999                              | Maxim Gourov                         |                       |                                  |
| 2000                              | Seweryn Kohut                        | Faat Zakirov          | Sławomir Kohut                   |
| 2001                              | Dimitar Dimitrov                     | Georgi Koev           | Denis Titschenko                 |
| 2002                              | Dimitar Dimitrov                     | Igor Bonciucov        | Stefano Ciuffi                   |
| 2003                              | Ivailo Gabrovski                     | Balazs Rohtmer        | Krassimir Wassilew               |
| 2004                              | Tomasz Kłoczko                       | Are Andresen          | Nélson Vitorino                  |
| 2005                              | Martin Prázdnovský                   | Olexandr Klymenko     | Michael Muck                     |
| 2006                              | Ivailo Gabrovski                     | Serguéi Firsánov      | Daniel Petrov                    |
| 2007                              | Evgeniy Gerganov                     | Pavel Chumanov        | Massimo Giunti                   |
| 2008                              | Ivailo Gabrovski                     | Danail Petrov         | Sergiy Grechyn                   |
| 2009                              | Ivailo Gabrovski                     | Vladimir Koev         | Walter Pedraza                   |
| 2010                              | Krassimir Wassilew                   | Ricardo Mestre        | Paco Mancebo                     |
| 2011                              | Ivailo Gabrovski                     | Martin Grashev        | Swetoslaw Tschanliew             |
| 2012                              | Maxat Ayazbayev                      | Marcin Sapa           | Georgi Georgiev Petrov           |
| 2013                              | Rémy Di Gregorio                     | Spas Gyurov           | Mykhailo Kononenko               |
| 2014 edición no realizada         |                                      |                       |                                  |
| 2015                              | Stefan Koychev Hristov               | Oleg Zemlyakov        | Patrik Tybor                     |
| 2016                              | Marco Tecchio                        | Simone Ravanelli      | Zhandos Bizhigitov               |
| Tour de Bulgaria - Norte          |                                      |                       |                                  |
| 2017                              | Serhi Lahkuti                        | Aleksandar Aleksiev   | Nicolae Tanovitchii              |
| Tour de Bulgaria - Sur            |                                      |                       |                                  |
| 2017 (2)                          | Vitaliy Buts                         | Stanislau Bazhkou     | Andriy Vasylyuk                  |
| 2020                              | Patryk Stosz                         | Alessandro Baroni     | Miguel Ángel Ballesteros Cánovas |
| 2021                              | Immanuel Stark                       | Georg Steinhauser     | Timo Kielich                     |
| 2022                              | Kyrylo Tsarenko                      | Alexis Guérin         | Francesco Di Felice              |
| 2023                              | Michal Schuran                       | Michele Gazzoli       | Félix Stehli                     |
| 2024                              | Matteo Malucelli                     | Giovanni Carboni      | Thomas Pesenti                   |

## Palmarés por países
| País                          | Victorias |
| ----------------------------- | --------- |
| Bulgaria                      | 40        |
| Unión Soviética               | 6         |
| Ucrania                       | 3         |
| República Checa               | 3         |
| Italia                        | 3         |
| Países Bajos                  | 2         |
| Kazajistán                    | 2         |
| Francia                       | 2         |
| Polonia                       | 2         |
| República Democrática Alemana | 1         |
| Yugoslavia                    | 1         |
| Eslovaquia                    | 1         |
| Alemania                      | 1         |